# Raster Blaster
Raster Blaster war ein Flipper-Computerspiel aus dem Jahr 1981 für den Apple-II-Heimcomputer. Das Spiel wurde programmiert von Bill Budge und von der Firma BudgeCo veröffentlicht.
Das Spiel erzeugte eine Vollbild-Darstellung des Flippertisches. Obwohl der Apple-II-Computer nicht für eine solche grafische Darstellung ausgelegt war, schaffte Budge es dennoch, die Darstellung so umzusetzen, dass das Spiel mit den Arcade-Spielen der Zeit mithalten konnte. Raster Blaster war angelehnt an den Williams Flipper Firepower.
Raster Blaster war wirtschaftlich sehr erfolgreich und Budge programmierte anschließend Pinball Construction Set (1983).